# 3372 Bratijchuk
3372 Bratijchuk (1976 SP4) là một tiểu hành tinh vành đai chính được phát hiện ngày 24 tháng 9 năm 1976 bởi Chernykh, N. ở Nauchnyj.